# Fridtjof Speer
Fridtjof Alfred Speer, genannt Fred Speer, (* 23. August 1923 in Berlin) ist ein deutsch-US-amerikanischer Physiker und Weltraumfahrtexperte.
Speer besuchte das Gymnasium in Berlin-Zehlendorf und studierte Physik an der TU Berlin mit dem Diplom 1950 und der Promotion 1953. Von 1950 bis 1955 war er außerordentlicher Professor an der TU Berlin. Ab 1955 war er in der Abteilung Raketenentwicklung der US Army als Leiter der Flugauswertung im Redstone Arsenal in Alabama, wo Wernher von Braun wirkte. Als deren Raketenabteilung 1960 der Kern des Marshall Space Flight Center der NASA in Huntsville (Alabama) wurde, wechselte er mit dorthin. Auch hier leitete er die Flugauswertung und wurde im Apollo-Programm Manager des Mission Operations Office für die Saturn-Rakete. 1960 bis 1965 war er Abteilungsleiter für die Entwicklung von Raumflugkörpern (Spacecraft Development) und 1965 bis 1971 war er Manager der Raumfahrtmissionen (Mission Operations).
1971 wurde er Manager des HEAO-Projekts (High Energy Astronomy Observatory), wobei er auch verantwortlich war für die Gravitational Redshift Space Probe, und 1980 wurde er Leiter des Space Telescope Project Office. 1983 wurde er stellvertretender Direktor (Associate Director für das Programm der wissenschaftlichen Raumfahrtexperimente) des Marshall Space Flight Center. 1987 bis 1991 war er Direktor des Zentrums für Fortgeschrittene Raketenantriebe (Center for Advanced Space Propulsion) des University of Tennessee Space Institute (UTSI) in Tullahoma. Danach war er als Berater in der Luft- und Raumfahrtbranche tätig.
Am Marshall Space Flight Center wurde in den 1970ern das Weltraumlabor Skylab entwickelt, in dem Wissenschaftler Experimente im All ausführten.
Für seine Rolle bei Apollo 8 und 11 erhielt er jeweils eine NASA Exceptional Service Medal. 1978 erhielt er den NASA Outstanding Leadership Award für die Leitung des HEAO-Programms, für deren Abschluss er 1980 eine NASA Distinguished Service Medal erhielt. 1979 erhielt er den W. Randolph Lovelace II Award der American Astronautical Society und den Holger Toftoy Award des American Institute of Aeronautics and Astronautics und 1980 erhielt er den Presidential Meritorious Executive Rank. Er war Fellow der American Astronautical Society und Associate Fellow des American Institute of Aeronautics and Astronautics.
Er war seit 1960 US-amerikanischer Staatsbürger. 1951 heiratete er Margret Hillermann, mit der er drei Töchter hatte.

## Schriften (Auswahl)
- mit Josef Hoell: Extraterrestrische Observatorien, in: Bergmann-Schaefer Lehrbuch der Experimentalphysik, Band 8, De Gruyter 2002